# Cozanne
La Cozanne, orthographiée aussi Cosanne, est une rivière française qui coule dans les départements de Côte-d'Or et de Saône-et-Loire. C'est un affluent de la Dheune, elle-même affluent de la Saône.

## Géographie

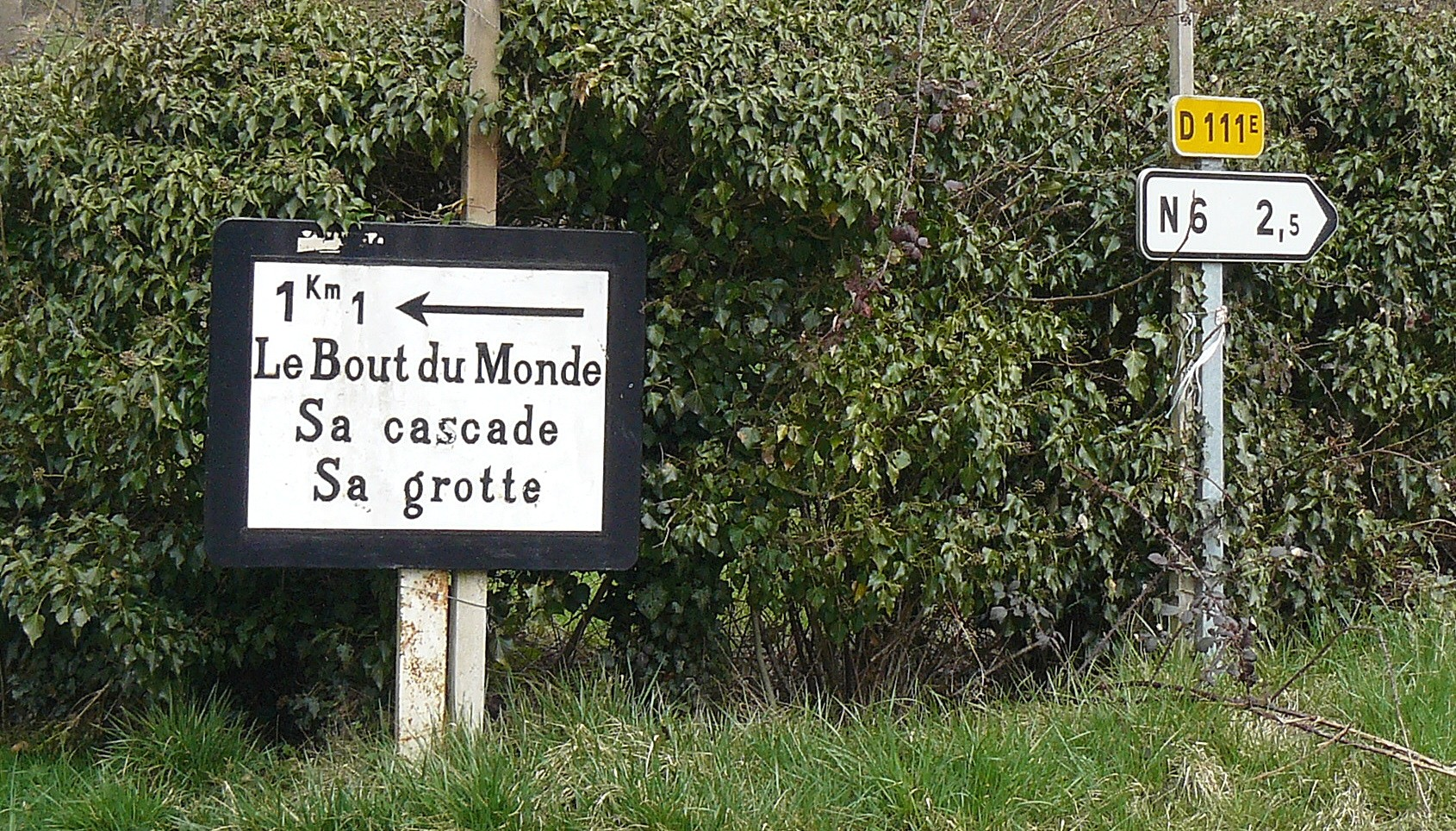
Panneau indicateur, grotte et cascade du cirque du Bout du Monde

Issue à la fois d'une grotte et d'une cascade situées dans le calcaire bajocien du cirque du Bout du Monde sur la commune de Vauchignon, elle traverse 9 communes avant de se jeter en rive gauche de la Dheune.
Elle a une longueur de 14,5 kilomètres.
Jadis[Quand ?], l'ingénieur Émiland Gauthey conçut un aqueduc, aujourd'hui totalement détruit, pour dériver le flot de la Cozanne vers le canal du Centre.

## Communes traversées
La Cozanne traverse successivement les communes de Vauchignon, Cormot-le-Grand, Nolay, Change, Paris-l'Hôpital, Sampigny-lès-Maranges, et Cheilly-lès-Maranges.

## Incertitude sur la source
En 1996 des spéléologues ont tenté de suivre un passage de l'eau situé à 108 m de l'entrée de la grotte, constitué d'un siphon prolongé par une cheminée et un autre siphon. L'exploration n'a pas pu déterminer l'emplacement d'une source unique pour la Cozanne.

## Pêche
Coulant essentiellement directement sur la roche mère, le cours de la Cozanne offre quelques rares poches de sable, gravier et petits cailloux. Les habitats sont donc peu diversifiés, mais sont favorables au développement des truites. 